# Котлино (Донецкая область)
Котлино (укр. Котлине; до 2016 г. Дими́трово) — посёлок в Покровском районе Донецкой области Украины.
Население по переписи 2001 года составляло 446 человек. Почтовый индекс — 85302. Телефонный код — 623.

## История
Посёлок образован в 1969 г. путем объединения поселков Котлино Первое (Котлино) и Димитрова.

## Местный совет
85305, Донецкая обл., Покровский р-н, п. Перше Травня, ул. Зотова, 8; тел. 52-14-08.